# Капена
Капѐна (на италиански: Capena, до 1933 г. Leprignano, Леприняно) е град и община в Централна Италия, провинция Рим, регион Лацио. Разположен е на 160 m надморска височина. Населението на общината е 10 879 души (към 2010 г.).